# Долинський Степан Мар'янович
Степан Мар'янович Долинський (псевдо: «Комар»; 30 грудня 1909, м. Перемишль — 1940) — учасник Національно-Визвольних змагань, діяч УВО, ОУН.

## Життєпис

Фотографії Степана Долинського з арешту більшовиками

Народився у м. Перемишль в родині лікаря. Рід Долинських походив з Київщини. В Галичину у XVIII ст. перебрався прапрадід Степана Долинського – Лука – відомий український художник, автор ікон собору Святого Юра у Львові, кількох інших церков міста та регіону. У 1912 батько, Мар’ян Долинський, перебрався з родиною до Заліщик (нині Тернопільська область). 
Навчався у Станиславівській, Тернопільській, а згодом у філії Академічної гімназії у Львові, де обіймав посаду команданта боївки Юнацтва ОУН. Іспит зрілості склав у 1930 році в гімназії рідного Перемишля. Під час навчання у філії Академічної гімназії у Львові належав до 7 куреня пластунів-юнаків ім. кн. Льва, згодом коротко був членом 10 куреня старших пластунів “Чорноморці”. Любив спорт, займався плаванням. 
Вивчав медицину у місті Грац, де навчався два роки. Відтак повернувся і записався до Вищої школи закордонної торгівлі у Львові. У 1935 навчався на третьому курсі медицини у Загребі.
В шістнадцятирічному віці пішов за Збруч в “радянську Україну”, однак після переходу кордону був затриманий ГПУ і повернутий в Польщу. Член УВО, під час навчання у Філії Академічної гімназії у Львові навесні 1929 очолював ланку Юнацтва ОУН. Активний член організації на початку 1930-х, можливо, виконував доручення зв’язку з Буковиною та Наддніпрянщиною. 
Командував нападом на пошту в Городку 30 листопада 1932. Від зими 1933–1934 – заступник бойового референта крайової екзекутиви ОУН на західноукраїнських землях; керував бойовою роботою поза Львовом, а також командував однією з боївок у самому Львові. Користувався псевдонімом “Комар”. Після масових арештів членів ОУН у червні–липні 1934 очолив бойову референтуру крайової екзекутиви. Згодом виїхав на навчання за кордон – уникаючи арешту. 
Заарештований 23 вересня 1935 після приїзду із Загреба додому. Причиною стали зізнання працівників крайової екзекутиви ОУН Богдана Підгайного та Романа Мигаля. Хоча згодом ці свідчення були відкликані, як отримані під тиском, все ж це стало підставою арешту і засуду. Сам Степан Долинський на слідстві твердо заперечував і ці свідчення, і загалом членство та працю в ОУН, як цього вимагали організаційні приписи.
19–20 жовтня 1936 у Львові суджений разом з Миколою Лебедем за організацію нападу на пошту в Городку. Попри зусилля адвоката Степана Шухевича, присяжні підтвердили Степанові Долинському звинувачення за членство в ОУН (8 голосів проти 4), натомість питання командування і участі в нападі на пошту голоси поділилися порівну (6 проти 6), що трактувалося на користь обвинуваченого. На підставі цього рішення трибунал засудив його до 6 років ув’язнення. З врахуванням амністійного закону кару зменшено до 4 років тюрми. У звітах з процесу газети описували Степана Долинського як “кремезного мужчину з дрібним, інтелігентним лицем”.
Іван Бойко згадував про спільний побут зі Степаном Долинським у камері ч.100 львівської в’язниці “Бриґідки”: 
| Стефко, – популярно ми його звали Стьопа, – бойовик із крови і кости, твердий мов граніт. Виявив він небуденний літературний хист і, як медичний студент, був надто чулим |.
Сидів у тюрмах Варшави, Львова, Сєрадза, Сєдльців. Вийшов на волю з початком Другої світової війни у вересні 1939. Повернувся через Львів до батьківського дому. 
Заарештований НКВД у Заліщиках 24 грудня 1939. Йому закидали керівництво ОУН у повіті та “антисовєтську агітацію”. На слідстві, яке велося у Тернополі, категорично заперечував приналежність до ОУН, хоча і називав себе прихильником самостійної України та носієм націоналістичних поглядів. Оскільки прямих доказів не було, засуджений ОСО при НКВД СССР до 5 років таборів – за членство в ОУН, “антисовєтську агітацію” та як “соціально небезпечний елемент”. Загинув в ув’язненні, коли і де – невідомо.  
Разом зі Степаном був заарештований і батько за обвинуваченням у членстві в ОУН (що на слідстві заперечив) та керівництві “Лугом” у Заліщицькому повіті. Через рік “за антисовєтську агітацію” Мар’ян Долинський засуджений ОСО при НКВД СССР до 5 років таборів. Також загинув в ув’язненні.  

### Напад на пошту в Городку

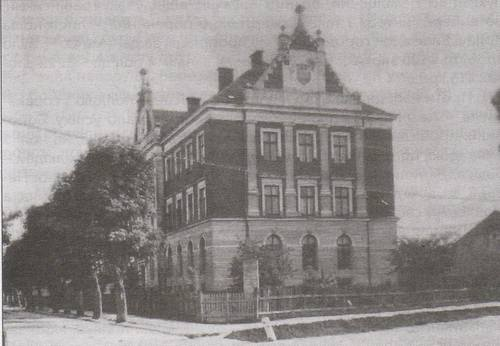
Пошта в Городку

30 листопада 1932 року Степан Долинський взяв участь у нападі боївки ОУН на польську пошту в місті Городку.
26 листопада у Львові відбулась нарада за участю крайового провідника ОУН Богдана Кордюка, а також Романа Шухевича і Миколи Лебедя. Під час наради для участі у нападі було обрано 12 бойовиків ОУН із різних місцевостей: Юрій Березинський — керівник групи, а також Дмитро Данилишин, Василь Білас, Маріян Жураківський, Петро Максимців, Степан Долинський, Степан Куспісь, Степан Мащак, Володимир Старик, Григорій Файда, Степан Цап та Григорій Купецький.
У середу 30 листопада бойовики рівно о 16:55 із двох різних боків вулиці наблизилися до будинку пошти та увійшли до неї, надяшнувши на обличчя маски. Нападники розбилися на чотири групи: одні увійшли до приміщення пошти, другі мали на меті виключно касу, третя група блокувала телефонні апарати, четверта залишилася в коридорі для прикриття.
Але напад склався невдало. Несподіванкою для бойовиків стало те, що всі поштові службовці, колишні вояки легіону Пілсудського, всупереч інструкціям мали при собі револьвери. Щойно бойовики зайшли до залу і запропонували всім підняти руки догори, на них посипалися постріли, а двері каси замкнулися. За іншими даними, першим стріляти почав саме Юрій Березинський, який контролював п'ять працівників пошти. Не витрачаючи часу, Дмитро Данилишин вистрілив кілька разів у двері каси, вибив вікно, через яке видавалися гроші, а Василь Білас через це вікно проник до каси і забрав гроші. Після цього Василь Білас та Дмитро Данилишин негайно вибігли з будинку, давши умовлений знак бойовикам, що слід відступати.
Але й тут усе склалося не так, як очікувалося. Коли бойовики вибігали з пошти, в них стали стріляти з будинків, розташованих біля поштового будинку. Тому довелося відбиватися й на вулиці.
Під час акції загинули Юрій Березинський та Володимир Старик. Маріян Жураківський, а також боївкарі Степан Куспісь, Дмитро Данилишин, Степан Мащак та Григорій Купецький отримали поранення в руки та ноги.
Був політв'язнем польських тюрем.
Заарештований НКВС 12 грудня 1939 року в Заліщиках. Загинув у тюрмі.